# Helsinki Klub

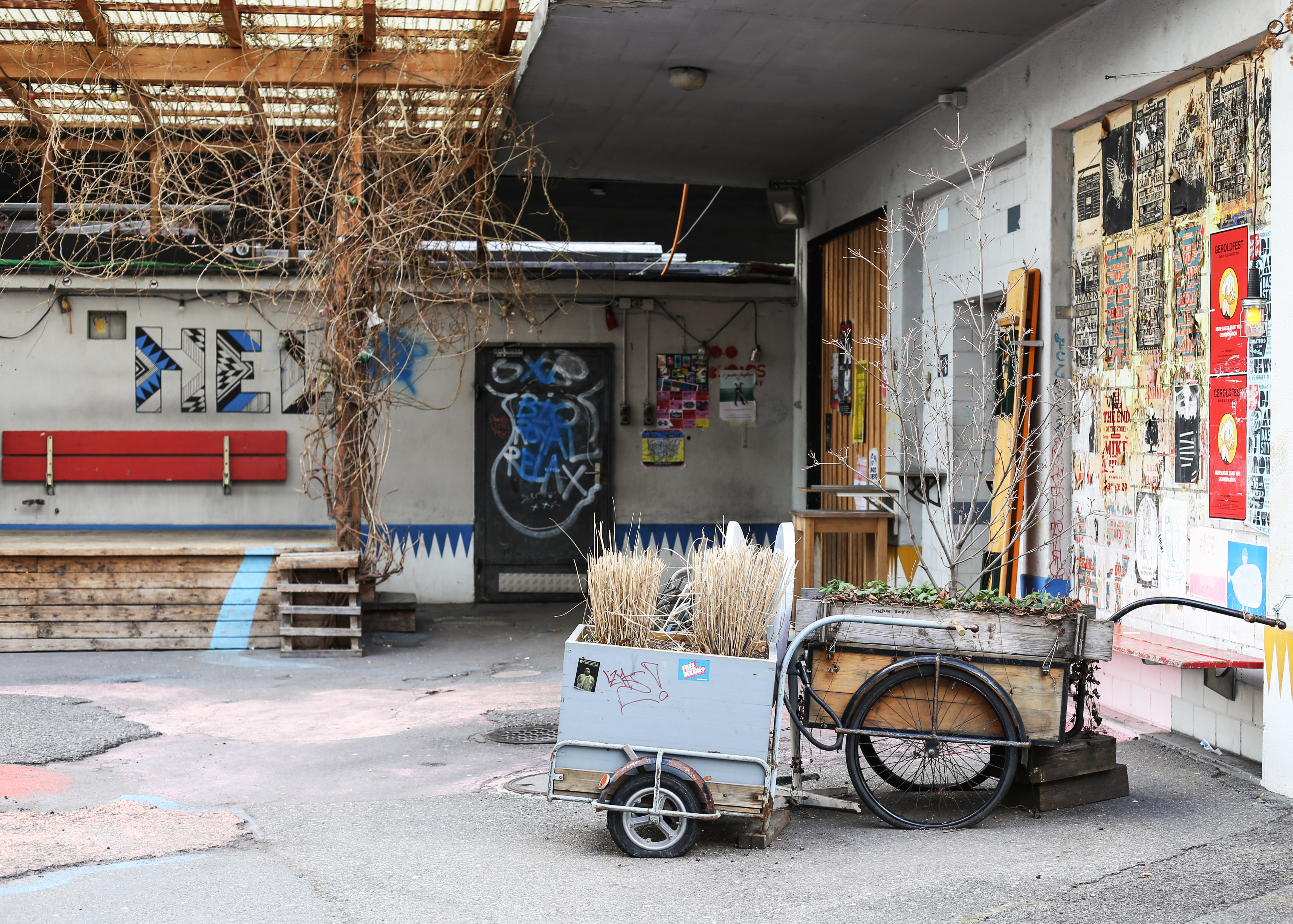
Helsinki Eingangsbereich

Der nach der finnischen Hauptstadt benannte Helsinki Klub («das Helsinki») ist ein Kulturlokal im Kreis 5 in Zürich. Es bietet seit 2004 Künstlern und Gruppen eine Plattform, um erste Bühnenerfahrungen vor bis zu 120 Gästen zu sammeln.

## Geschichte

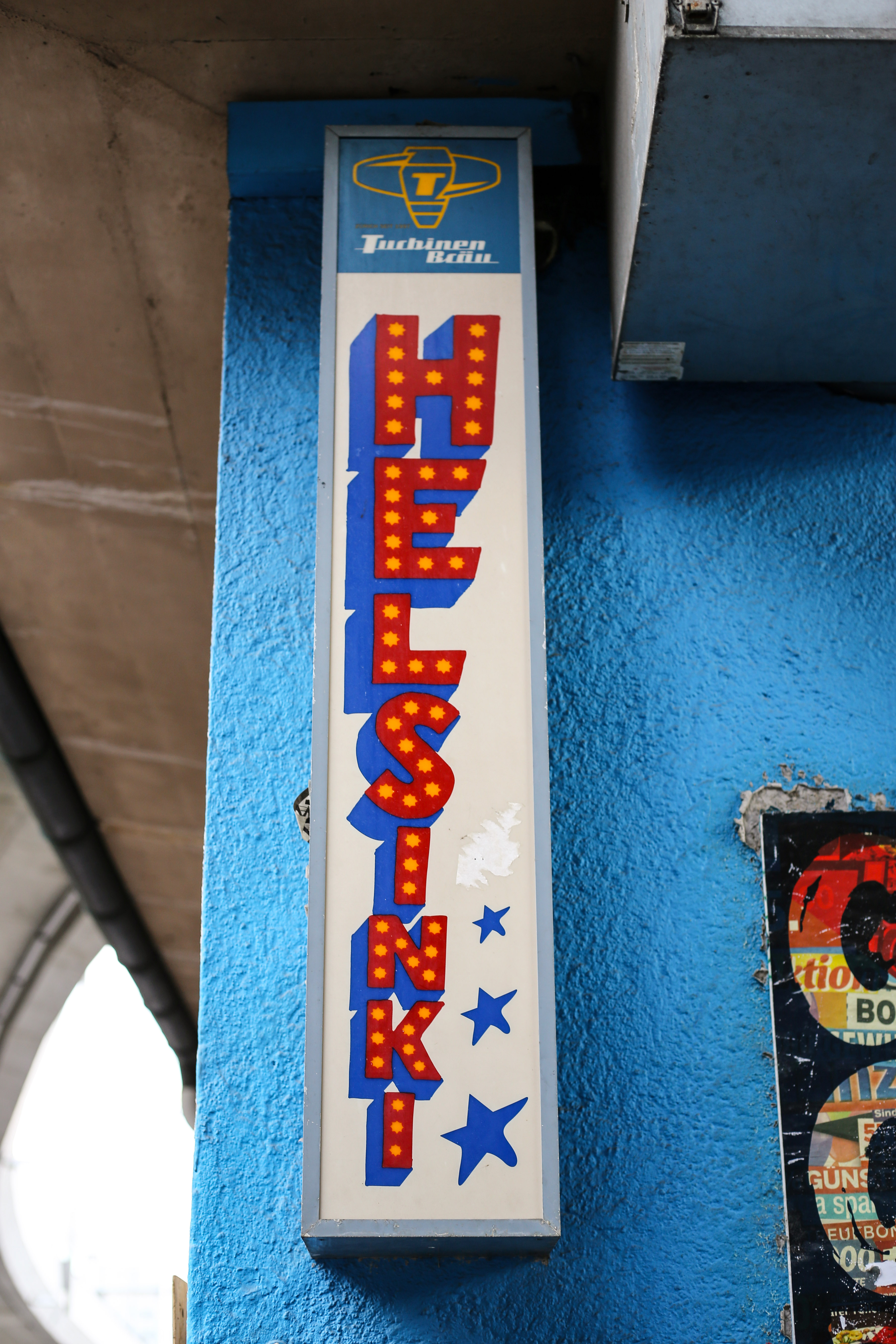
Helsinki Leuchtkasten

Das «Helsinki» wurde 2004 vom Zürcher Tom Rist eröffnet. 

## Name
Der Gründer und Eigentümer des «Helsinki Klubs» suchte 2004 nach einem Namen für das Lokal. Persönliche Kontakte in der finnischen Hauptstadt und ein kalter und nebliger Dezember-Tag führten zum Namen «Helsinki».

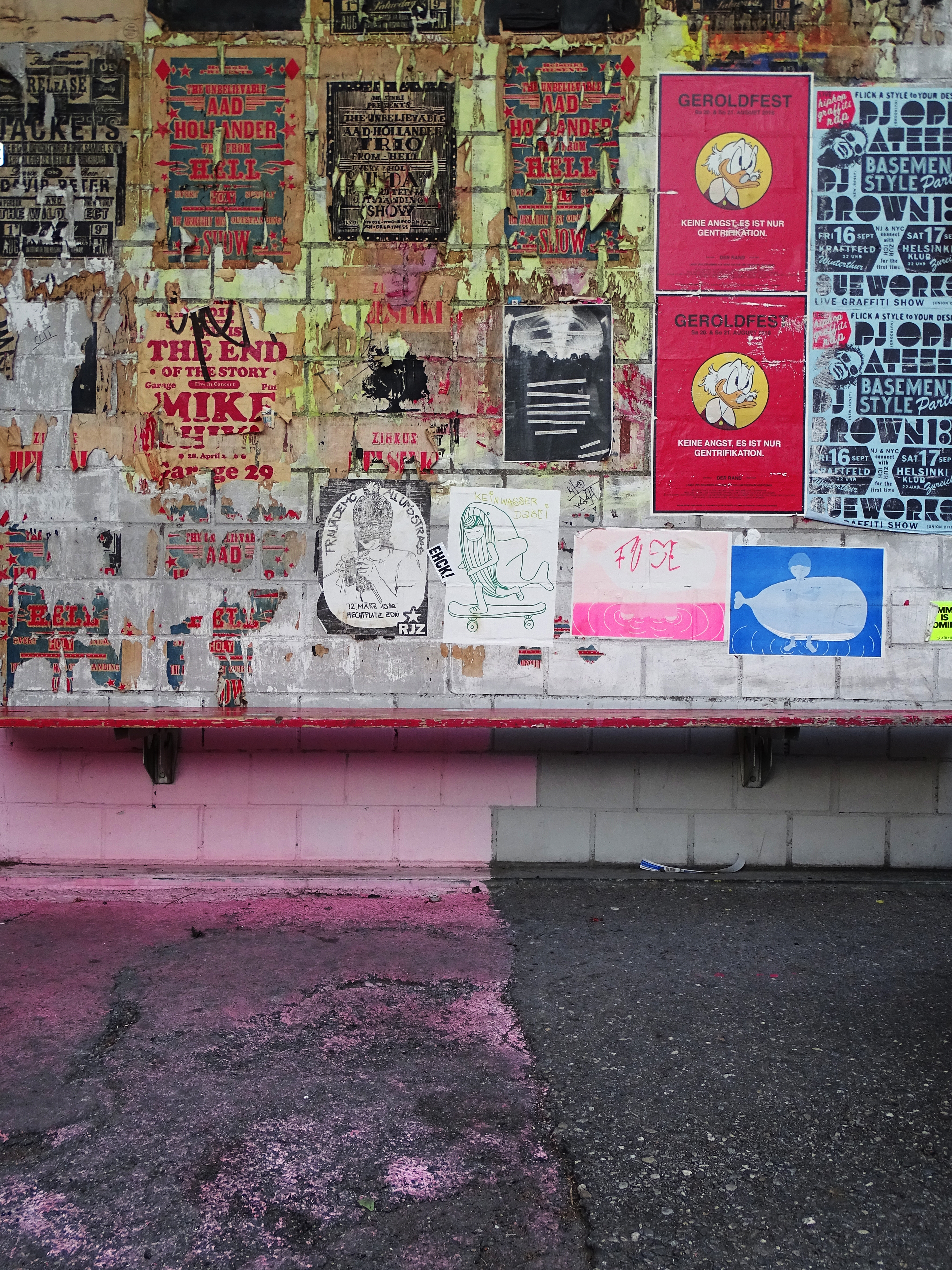
Helsinki Plakatwand

## Veranstaltungsort
Der «Helsinki Klub» befindet sich auf dem Gerolds-Areal in Zürich, welches sich entlang der Gleise zwischen dem Bahnhof Hardbrücke und den Aussersihler Viaduktbögen erstreckt. Das Gebäude der ehemaligen Autogarage steht an der Geroldstrasse.

## Musik
Viele junge Bands erhalten im «Helsinki» die Chance, ihr Können zu beweisen und in den vier Konzerten, die sie in einem Jahr spielen können, zu reifen. Der «Helsinki Klub» ist einer der wenigen Klubs in Zürich, die jeden Abend Live Bands eine Bühne bietet. 
Jeden Abend treten Bands der unterschiedlichsten Musikstile auf. Nach den Auftritten der Bands legen DJs bis in die Morgenstunden auf. Rock, Hip-Hop, Rap, Schlager, Pop, Electro und mehr finden ihren Platz in den jährlich 140 Veranstaltungen.
Sophie Hunger hat als Newcomerin ihre ersten Bühnen-Erfahrungen im «Helsinki» gemacht. «Ohne die Beziehungen, die ich zu den Menschen im Helsinki Klub gehabt habe, hätte ich die Frechheit nicht besessen, meine erste CD zu machen», lässt sich die Musikerin zitieren, die mittlerweile in Berlin lebt.
Lokale, interkantonale sowie internationale Künstler standen schon im «Helsinki» auf der Bühne.
- Rainer von Vielen
- Kutti MC
- Dub Spencer & Trance Hill
- Admiral James T.
- Big Zis
- Saalschutz
- Sophie Hunger
- The Lo Fat Orchestra
- Baby Jail

Seit 2004 tritt fast jeden Sonntag Abend die Band Trio From Hell als Resident Act im «Helsinki Klub» auf.
Im «Helsinki» finden auch Boogie Woogie-Crashkurse statt. Es wird tanzbare Musik der 20er bis 60er Jahre gespielt und es wird Swing und Lindy Hop getanzt.

## Helsinki Records
Seit 2008 besteht unter dem Namen «Helsinki Records» auch ein Musiklabel. Das Ziel des Labels ist es, Musiker, die mit dem Lokal verbunden sind, noch besser zu fördern. Für die Künstler werden organisatorische Dienstleistungen angeboten, so dass diese sich vollumfänglich auf ihr kreatives Schaffen konzentrieren können.
Das Musiklabel wurde von Tom Rist («Helsinki Klub»), Moritz Zumbühl (Kreativ-Studio Feinheit) und dem Bühnenschauspieler Christoph Novak (Partyreihe Soul Stew) gegründet.

## Auszeichnungen
Im Rahmen des Kulturpreises verlieh die Stadt Zürich 2009 dem «Helsinki» den Förderpreis. Begründet wurde die Wahl durch die zentrale Rolle, die der Klub für das Zürcher Musikleben spielt. So sei der «Helsinki Klub» unter anderem eine wichtige Nachwuchsplattform. Der Förderpreis solle die Aufbauarbeit honorieren und zur Weiterführung ermutigen.